# Zangia pallidula
Zangia pallidula es una especie de insecto coleóptero de la familia Chrysomelidae. Fue descrita en 1990 por Jiang.